# Округ Браун (Небраска)
Округ Браун (енгл. Brown County) је округ у америчкој савезној држави Небраска.

## Демографија
По попису из 2010. године број становника је 3.145, што је 380 (-10,8%) становника мање него 2000. године.
| Група             | 2000.         | 2010.         |
| Белци             | 3.459 (98,1%) | 3.072 (97,7%) |
| Афроамериканци    | 1 (0,0%)      | 2 (0,1%)      |
| Азијати           | 9 (0,3%)      | 7 (0,2%)      |
| Хиспаноамериканци | 29 (0,8%)     | 29 (0,9%)     |
| Укупно            | 3.525         | 3.145         |